# دونالد إم. غرانت
دونالد إم. غرانت (بالإنجليزية: Donald M. Grant)‏ هو ناشر أمريكي، ولد في 3 أبريل 1927 في بروفيدنس في الولايات المتحدة، وتوفي في 19 أغسطس 2009 في نورث بورت في الولايات المتحدة.